# Pieczęć stanowa Karoliny Północnej

Przedstawiona tu pieczęć stanowa Karoliny Północnej, różni się nieznacznie od o tej na anglojęzycznej Wikipedii

Pieczęć stanowa Karoliny Północnej przyjęta w 1885 roku, została znormalizowana w roku 1971.
Z prawej (heraldycznie) strony umieszczono personifikację wolności. W lewej ręce trzyma kij z zawieszoną czapką frygijską, a w prawej zwój z napisem Konstytucja. Z lewej strony personifikacja dobrobytu z rogiem obfitości, w prawej ręce trzyma kłosy zboża. Tło stanowi wyidealizowany krajobraz stanu oraz trójmasztowy statek na oceanie ze strony lewej.
- Znaczenie daty 20 maja 1775 roku - nieznane. Według niektórych jest to data deklaracji  niepodległości kolonii).

- Znaczenie "esse quam videri" - " Prawda wazniejsza niż pozory"

W roku 1983, senator Julian Allsbrook zaproponował dodać datę 12 kwietnia 1776 roku - datę Postanowień  z Halifax (deklaracja w której żądano wolności i niezależności kolonii od Wielkiej Brytanii). Propozycję przyjęto.